# ستيفانو أرتيجا
ستيفانو أرتيجا (بالإسبانية: Esteban de Arteaga) هو صحفي الموسيقى وكاتب إسباني، ولد في 26 ديسمبر 1747 في تيروال في إسبانيا، وتوفي في 30 أكتوبر 1799 في باريس في فرنسا.